# Körúti Színház
A Körúti Színház egy budapesti magánszínház. 2004-ben alakult, de e nevet csak 2005-től viseli a társulat. 

## A színház története
A Körúti Színház 2004-ben jött létre, Galambos Zoltán vezetésével. Az első játszott darab, a Mezítláb a parkban volt Kautzky Armand, Pikali Gerda, Koncz Gábor, és Pécsi Ildikó főszereplésével.
A hetvenes években a "körúti színház" fogalma az Ádám Ottó vezette Madách Színházhoz kapcsolódott, amelyben közismert színművészek vígjátékokat játszottak, szórakoztattak, ugyanakkor emberi mélységet is magukban hordoztak. A társulat azóta is olyan művészekből és fiatal tehetségekből áll, akik a szó legjobb értelmében vett komikusok.
A magánvállalkozásnak indult színház hamar megtalálta helyét Pesten, először a Stefánián kezdték játszani darabjaikat rendszeresen, miközben járták az ország településeit. 2005-től a Körúti Színház már mint vígjátéki színház költözött be a Gutenberg Művelődési Házba. Innen is kapta nevét, és itt született meg maga a színház logója is.
A logóban látható, szinte egy "Ü" betűt formáló „mosolygó jel” utal a színház jellegére, és arra a felfogásra, melyet igazgató-rendezője magáénak vall, a vidámságot és a modernitást egyben.
A Gutenberg téren működő művelődési házban 2005-ben három előadással jelentkeztek. A Mezítláb a parkban, Az ajándék gésa (A "B" terv), valamint A doktor úr című előadásokkal. A negyedik évad megkezdésekor azonban, állandó játszási helyünkön felújítás kezdődött, mellyel országjárásra, és ideiglenes budapesti játszóhelyekre kényszerültek. Azonban gyümölcsöző együttműködések alakultak ki, amik rendszeres fellépéseket, bérletsorozatokat és közel 100 vidéki játszóhelyet eredményeztek.
A színház különlegessége, hogy csupán jegybevételből tartják fenn magukat.

## A név
Amikor a Galambos Zoltán által vezetett társulat 2005-ben lehetőséget kapott, hogy a Gutenberg Művelődési Otthon színháztermében tartson rendszeresen előadásokat, született meg a Körúti Színház név. Részben azért, mert az épület szinte a József körúton van, másrészt viszont mivel un. „bulvárvígjátékokat” játszanak, de igényesen. A „bulvár” (vagyis: körút) szó azonban mára erősen negatív értelmű lett, ezért az alternatív elnevezés.

## Kiskörúti Színisuli
A színiiskola 2008-ban indult Százhalombattán, a Barátság Kulturális Központban. Az akkor induló iskola mára kinőtte magát: városi és állami ünnepségeken is tartanak előadásokat.  
2011-től már Budapesten, az Erzsébetligeti Színházban is működik a Kiskörúti. 2015-ben megszűntek Százhalombattán a foglalkozások, de a képzés Erzsébetligeten továbbra is folytatódik. 
Gyerekdarabokat mutatnak be, amelyeket a színház repertoárszerűen játszik is. Az Erzsébetligeti Színházban évek óta nagy sikerrel működik az iskola, diákjaik nagy sikerrel szerepelnek a felnőtt darabokban is.

## Repertoár
Repertoárjukon prózai vígjátékok, zenés darabok, musical-vígjátékok és népszínművek szerepelnek.
Felnőttdarabok:
- Neil Simon: Mezítláb a parkban (2004)
- Oli Peagen: Az ajándék gésa (2005)
- Molnár Ferenc: A doktor úr (2005)
- Galambos Zoltán–Meskó Zsolt–Turcsán András: Kell egy színház (2006)
- Eisemann Mihály–Szilágyi László: Én és a kisöcsém (2006)
- Molnár Ferenc–Kocsák Tibor–Miklós Tibor: Vörös malom (2007)
- Alan Ayckbourn: Mese habbal (2007)
- Ray Cooney-Michael Cooney: Minden lében három kanál (2008)
- Marcel Achard: A bolond lány (2010)
- Neil Simon: A napsugár fiúk (2010)
- Dr. Vitéz László–Vadnay László–Galambos Zoltán: Meseautó (2011)
- Csepreghy Ferenc: Piros bugyelláris (2012)
- Szigeti József: A vén bakancsos és fia, a huszár (2013)
- Soóky Margit: Katyi (2014)
- Tabi László: Spanyolul tudni kell (2015)
- Colin Higgins: Maude és Harold (2015)
- Karinthy Ferenc: Gellérthegyi álmok (2015)
- B. Török Fruzsina: Jelenetek két házasságból (2016)
- Endre és a többiek (zenés stand up műsor; 2018)
- Molnár Ferenc: Az üvegcipő (2018)

Gyerekdarabok:
- Galambos Zoltán–L. Frank Baum: Óz, a csodák csodája (2006)
- Antoine de Saint-Exupéry-Galambos Zoltán: A kis herceg (2007)
- Erich Kästner: Emil és a detektívek (2009)
- Móricz–Galambos–Csík–Turcsán: Légy jó mindhalálig (2011)
- Csukás István: Ágacska (2013)
- Csík Csaba–Galambos Zoltán: Csipkerózsika (2013)
- Galambos Zoltán: Ki lopta el az ünnepeket? (2014)
- Fazekas Mihály: Lúdas Maty (2015)
- Shakespeare mesék: Makrancos Kata (2017), A vihar (2018)

## Társulat
Beleznay Endre, Czvetkó Sándor, Erki Léna, Esztergályos Cecília, Fila Balázs, Galla Miklós, Gyebnár Csekka, Kaluczky Zsombor, Karaivanov Lilla, Kautzky Armand, Koltai Róbert, Koncz Gábor, Kovalik Ágnes, Kozel Dániel, Lehel Kata, (†) Lesznek Tibor, Lipták Péter, Magyar Attila, Makrai Pál, Maronka Csilla, Mérai Katalin, Ömböli Pál, Oroszi Tamás, Pecsenyiczki Balázs, Pikali Gerda, Placskó Emese, Pusztaszeri Kornél, Szabó Kristóf, (†) Szakácsi Sándor, Szekér Gergő, (†) Tahi-Tóth László, Vándor Éva
Gyermekszereplők: Ambrus Virág, Bence Timur, Dékány Lilien, Fazekas Milla, Hagya Bence, Inzám Angéla, Gesztesi Richárd, Katona Júlia, Kosztolnyik Tamás, Kovács Fanni, Kravalik Dorka, Molnár Luca, Papp Levente, Polyák Patrícia, Ráb Zsanett, Rusznyák Orsolya
Stáb:
- Ábrahám Péter (díszlettervező)
- Galambos Tamás (műszaki vezető)
- Lakatos Ferenc (koreográfus)
- Nagy Kati (rendező)
- Nánási Péter (zeneszerző)
- Novoszel Ágnes (dalszövegíró)
- Sebestyén Csaba (koreográfus)
- Szalmás Péter (fotós)
- Turcsán András (zenei vezető)